# Roman Kulgawczuk
Roman Kulgawczuk (ur. 9 grudnia 1934 w Terespolu, zm. 24 maja 2021) – polski siatkarz i trener siatkówki, mistrz i reprezentant Polski.

## Kariera sportowa
W 1955 ukończył studia w Akademii Wychowania Fizycznego w Warszawie. W czasie studiów był zawodnikiem AZS-AWF Warszawa, z którym w 1953 wywalczył mistrzostwo Polski. W latach 1955–1963 pracował jako nauczyciel w-f w Gdyni, równocześnie występował w Wybrzeżu Gdańsk, z którym w 1958 zdobył brązowy medal mistrzostw Polski. W 1963 przeniósł się do Szczecina, występował w tamtejszej Pogoni Szczecin. W reprezentacji Polski seniorów wystąpił w 2 spotkaniach w 1958.
Od 1968 był pracownikiem Wyższej Szkoły Nauczycielskiej w Szczecinie, od 1973 Wyższej Szkoły Pedagogicznej w Szczecinie, od 1985 Uniwersytetu Szczecińskiego. Na US był pracownikiem Instytutu Kultury Fizycznej, m.in. jego wicedyrektorem i kierownikiem Zakładu Sportowych Gier Zespołowych. Obronił pracę doktorską Społeczne uwarunkowania karier zawodników I - ligowych zespołów piłki siatkowej. Pracował także w Iraku, na Uniwersytecie w Basra, był trenerem AZS Szczecin.
Był autorem wielu prac naukowych poświęconych metodyce nauczania piłki siatkowej, m.in. Kariery sportowców uprawiających wyczynowo piłkę siatkową (1979), Piłka siatkowa - poradnik dla nauczycieli i studentów (1984), Piłka siatkowa - nauczanie i doskonalenie gry (1990), Mini piłka siatkowa (1994), Teoretyczne i empiryczne przesłanki uczenia się i nauczania techniki sportowej na przykładzie piłki siatkowej (1995), Nauczanie i uczenie się gry w siatkówkę. Przykładowy zestaw ćwiczeń na cały semestr (2012).